# Chapaize

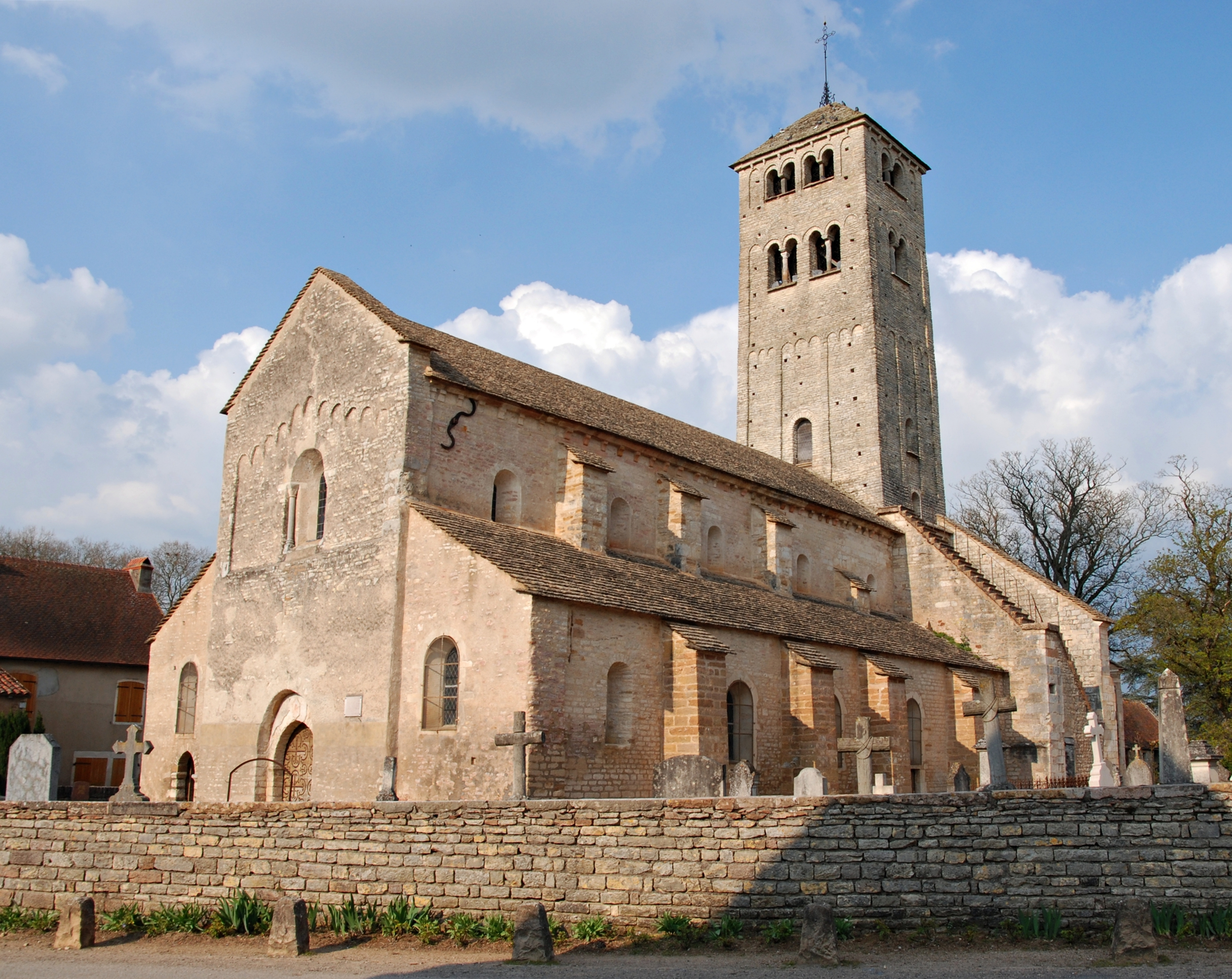
Saint-Martin_in_Chapaize

Chapaize is een gemeente in het Franse departement Saône-et-Loire (regio Bourgogne-Franche-Comté) en telt 161 inwoners (2004). De plaats maakt deel uit van het arrondissement Mâcon. Het dorp is bekend door de romaanse kerk Saint-Martin uit de eerste helft van de 11e eeuw. In het gehucht Lancharre, dat behoort tot de gemeente Chapaize, staat nog een romaanse kerk uit de 12e eeuw, waarvan alleen het koor en de dwarsbeuk de tand des tijds hebben doorstaan. Het kasteel in het gehucht Uxelles is privébezit.

## Geografie
De oppervlakte van Chapaize bedraagt 13,9 km², de bevolkingsdichtheid is 11,6 inwoners per km².
De onderstaande kaart toont de ligging van Chapaize met de belangrijkste infrastructuur en aangrenzende gemeenten.

## Demografie
Onderstaande figuur toont het verloop van het inwonertal (bron: INSEE-tellingen).

## De kerk Saint-Martin de Chapaize
De kerk Saint-Martin de Chapaize, in de eerste helft van de 11e eeuw gebouwd, is de enige tastbare herinnering aan de in de 10e eeuw door benedictijnen gestichte priorij, die afhankelijk was van de abdij van Saint-Pierre (Chalon-sur-Saône), op haar beurt geassocieerd met de Abdij van Saint-Martin d'Autun. Paus Alexander III, op dat moment vluchteling in Frankrijk, bevestigde in een bul - gedateerd april 1164 -, dat de "ecclesiam Uzellis" eigendom is van de Abdij van Saint-Martin d'Autun. Omdat het gaat om een van de oudste romaanse kerken van Bourgondië, is het gebouw tot nationaal historisch monument verklaard.

### Beschrijving van de kerk
Kenmerkend voor het basilicale plan van het gebouw zijn de rijen enorme ronde pijlers met een omtrek van 4,8 m, opgetrokken in kleine stenen. De laatste vier pijlers, in het oosten, dragen de toren. De kerk werd gebouwd naar het voorbeeld van Cluny II.

### De toren
De beroemdheid van deze kerk is vooral te danken aan de originaliteit van de 35 m hoge romaanse klokkentoren van de 11e eeuw. Hij heeft een onregelmatig rechthoekige vorm; in de bovenste twee etages zijn tweeling-galmgaten uitgespaard. De toren staat op de viering boven een verhoogde koepel. Onder de koepel zijn naar alle vier zijden boogvensters aangebracht: een lantaarn. Het is een van de oudste lantaarntorens in dit deel van Frankrijk; alleen de Saint-Vorles in Châtillon-sur-Seine (Côte-d'Or) en de priorij van Perrecy-les-Forges (Saône-et-Loire) hebben een dergelijke toren. Deze toren is geheel opgebouwd in een klein formaat kalkstenen en is omgeven door verticale banden en friezen met bogen in reliëf: zogenaamde Lombardische banden en bogen. Boven de koepel vertoont het metselwerk banden met een houtstructuur.

### Het schip
Het in 1030 gebouwde schip bestaat uit vijf traveeën op verschillend niveau. Het had oorspronkelijk een tongewelf. maar nadat dit in de 12e eeuw dreigde in te storten is het vervangen door het huidige geknikte tongewelf met gordelbogen (zie illustratie). Deze gordelbogen steunen aan de binnenkant op halfpijlers die zich verheffen boven de ronde hoofdpijlers, aan de buitenkant op steunberen die op halfpijlers staan. De buitenmuren hebben dezelfde constructie; halfpijlers verwerkt in het metselwerk op dikke ronde pijlers en uitwendige steunberen. Een en ander verleent het gebouw een perfecte architectonische eenheid. Oorspronkelijk was alle metselwerk bepleisterd met kalk; in de 20e eeuw is deze bedekking verwijderd. De oorspronkelijke nauwe vensteropeningen lieten maar weinig licht door. Waar mogelijk zijn ze in 1543 vergroot. Een opmerkelijk element is de gebeeldhouwde pijler, een van de oudste in het Westen, ter hoogte van de noordwand.

### Het dak
Oorspronkelijk was het dak bedekt met "paters-en-nonnen" (holle dakpannen). De huidige bedekking bestaat uit lavasteen, zonder gebint direct op de gewelven aangebracht. Zij geeft het gebouw een strakker en strenger aanzicht.

## Verbouwingen in de 16e eeuw
In 1543 werd een gedeeltelijke verbouwing ondernomen. Omdat de muren van het schip uit het lood stonden (nu nog steeds duidelijk te zien, vooral in de noordwand) zou het romaanse tongewelf van het schip kunnen instorten. Het werd vervangen door een geknikt gewelf met gordelbogen, nog wel rond maar met een puntige uitstulping naar boven; de noordelijke zijbeuk werd opnieuw opgebouwd, dit keer met gebruik van halfgrote gehouwen kalksteen. De westwand kreeg een groot venster in primitieve romaanse stijl. De drie absides werden vergroot en van grote vensters voorzien, waardoor het koor goed verlicht wordt. De abt van Saint-Pierre de Chalon, die de leiding van de verbouwing had, liet zeer zorgvuldig alle wijzigingen noteren in geschilderde friezen met een grafische code. Men moet bewondering hebben voor het respect dat hier in de 16e eeuw getoond werd voor de romaanse stijl van de strenge monastieke basiliek van rond het jaar 1000. Men vermoedt dat deze eer toevalt aan hetzij Nicolas Rodolphe, "cardinalis Florentinus" genoemd in 1536, of Jean VII van Halluyn, genoemd in 1552.

## Restauraties in de 20e eeuw
In 1954 dreigden de vier ronde pijlers die de enorme toren droegen het te begeven. Zij werden helemaal afgebroken en opnieuw opgetrokken in gewapend beton. De nieuwe pijlers werden bekleed met de stenen van de oude pilaren. Gedurende de restauratie waren muren geplaatst onder de grote bogen van de viering. Aan het einde van de 20e eeuw werden verschillende campagnes voor een verdere restauratie gevoerd.

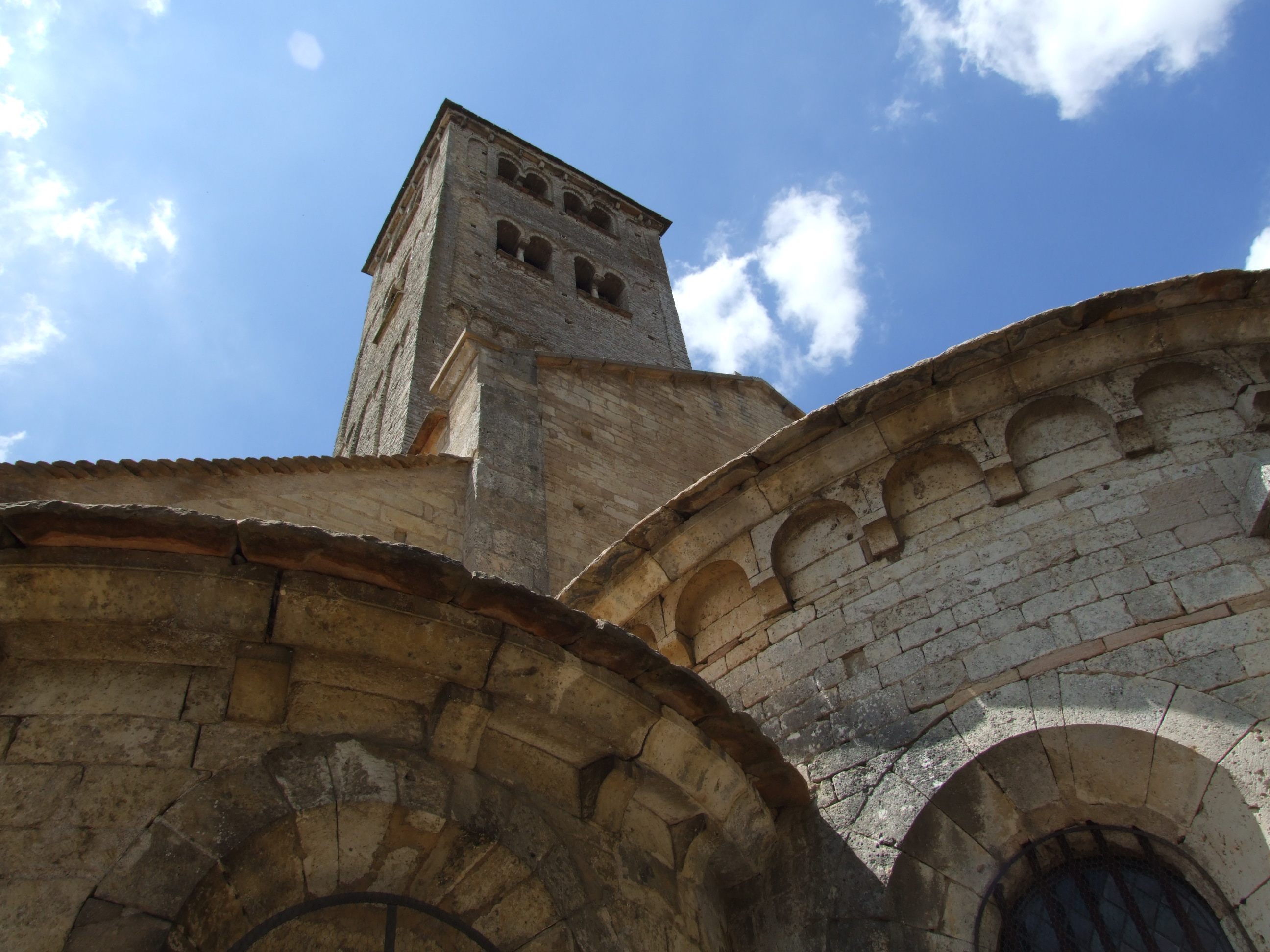
Lombardische bouwstijl
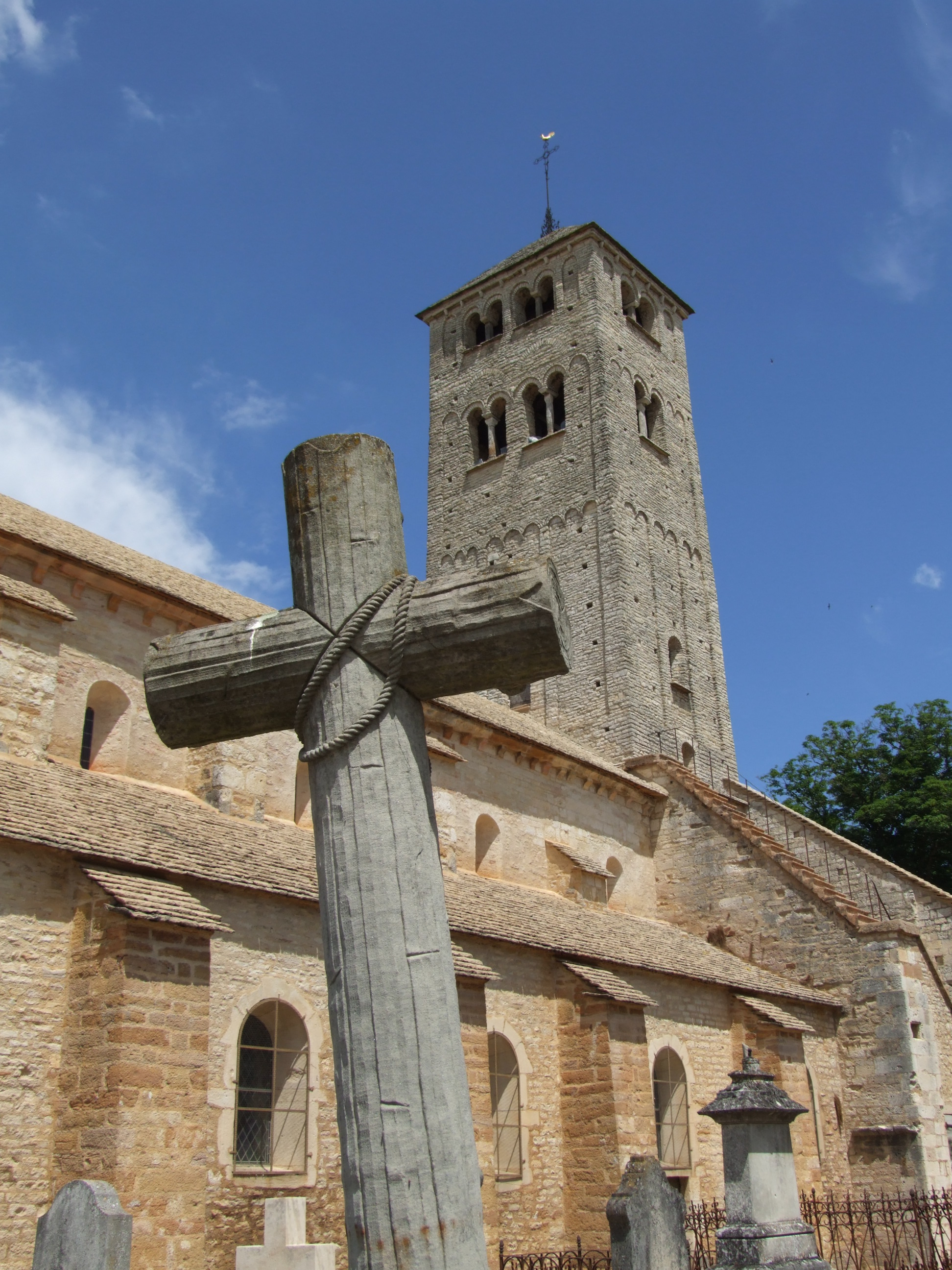
De kerk Saint-Martin de Chapaize
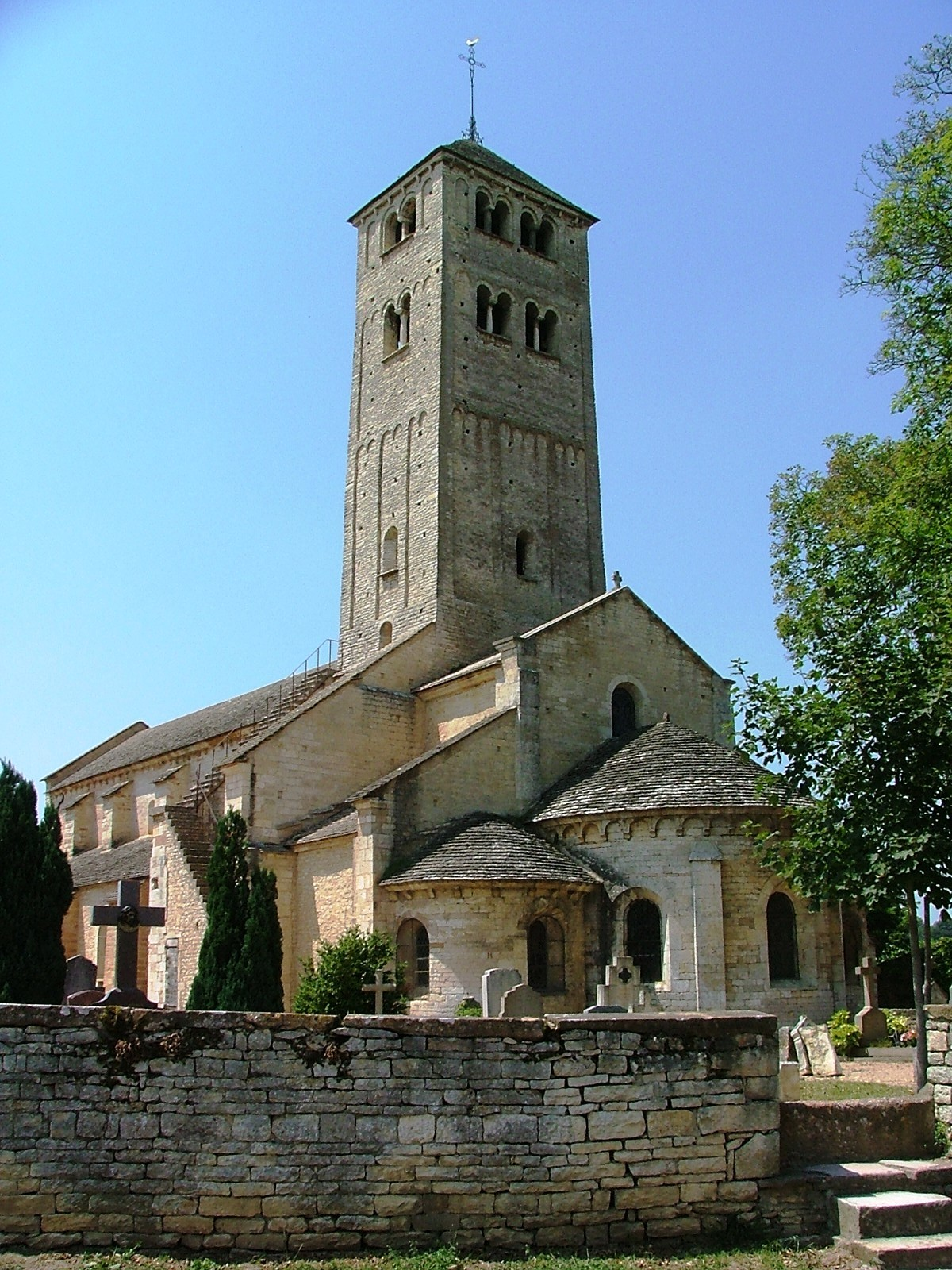
Kerk Saint-Martin de Chapaize
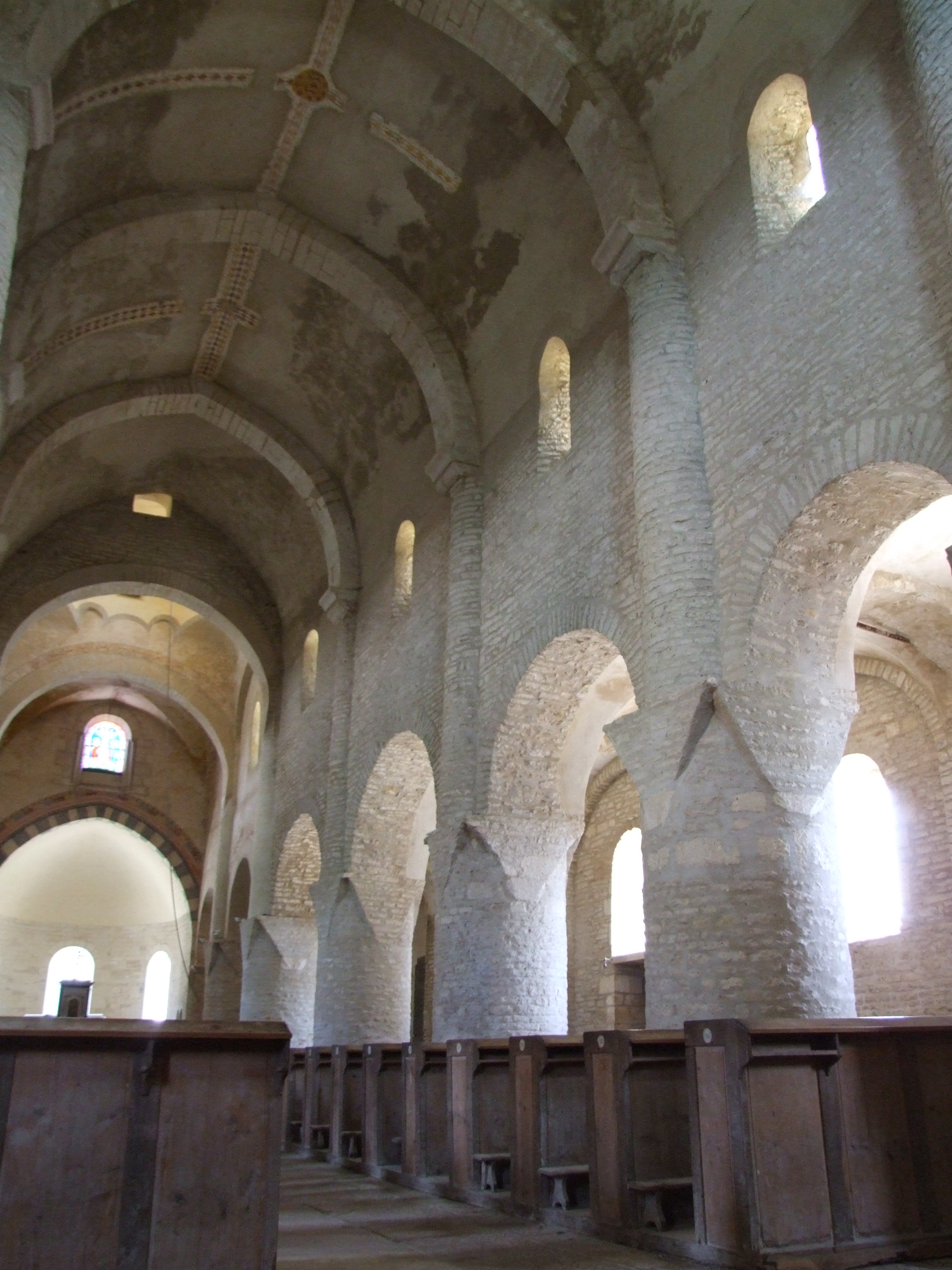
Het schip met de pijlers
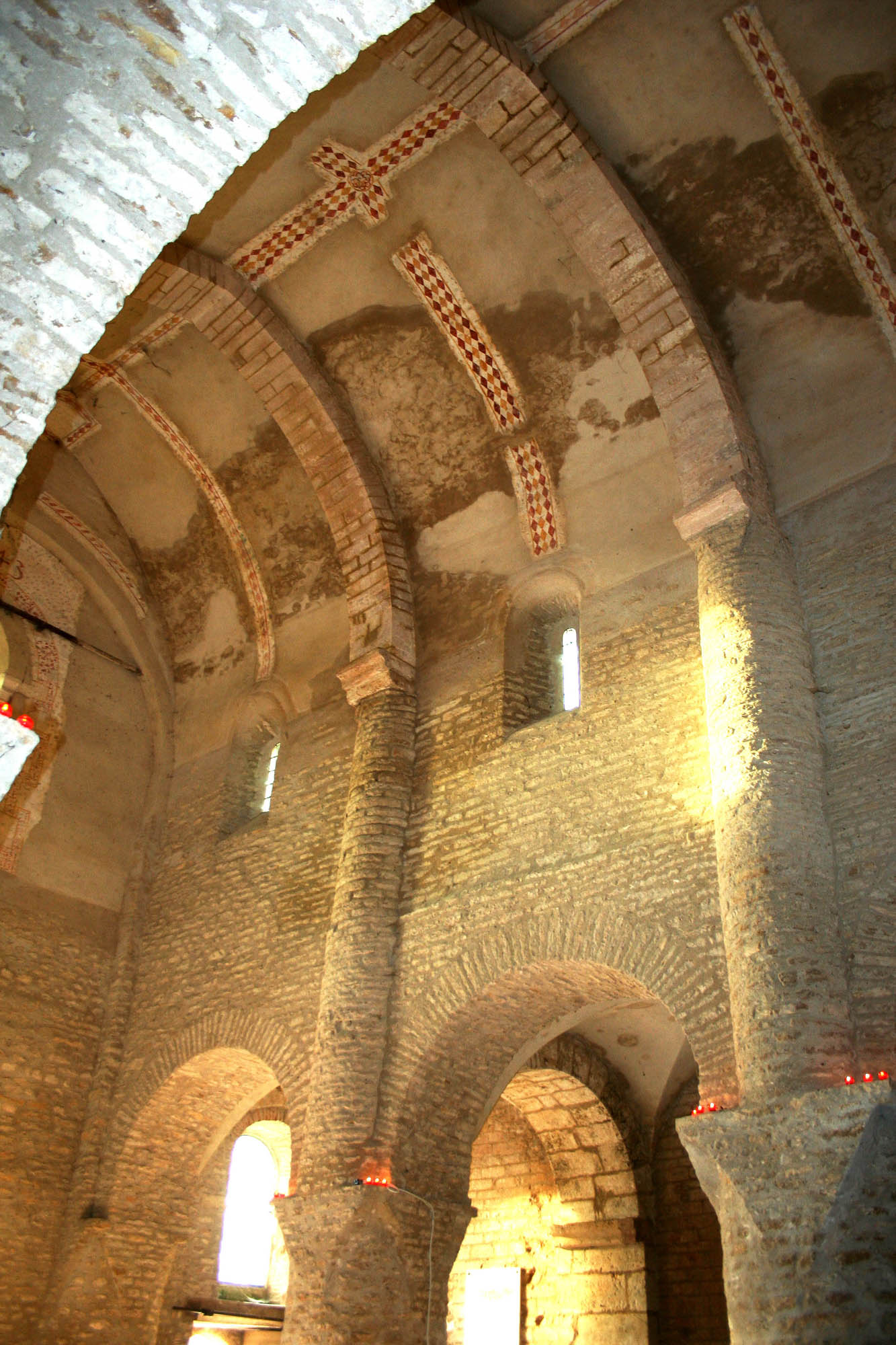
Het schip met tongewelf
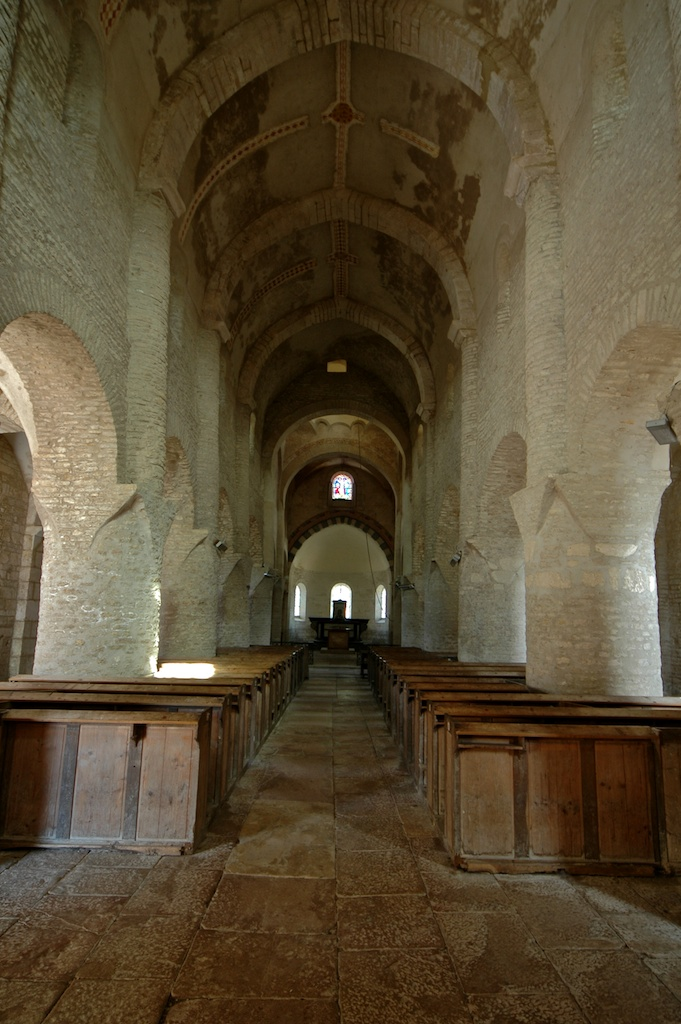
Het middenschip
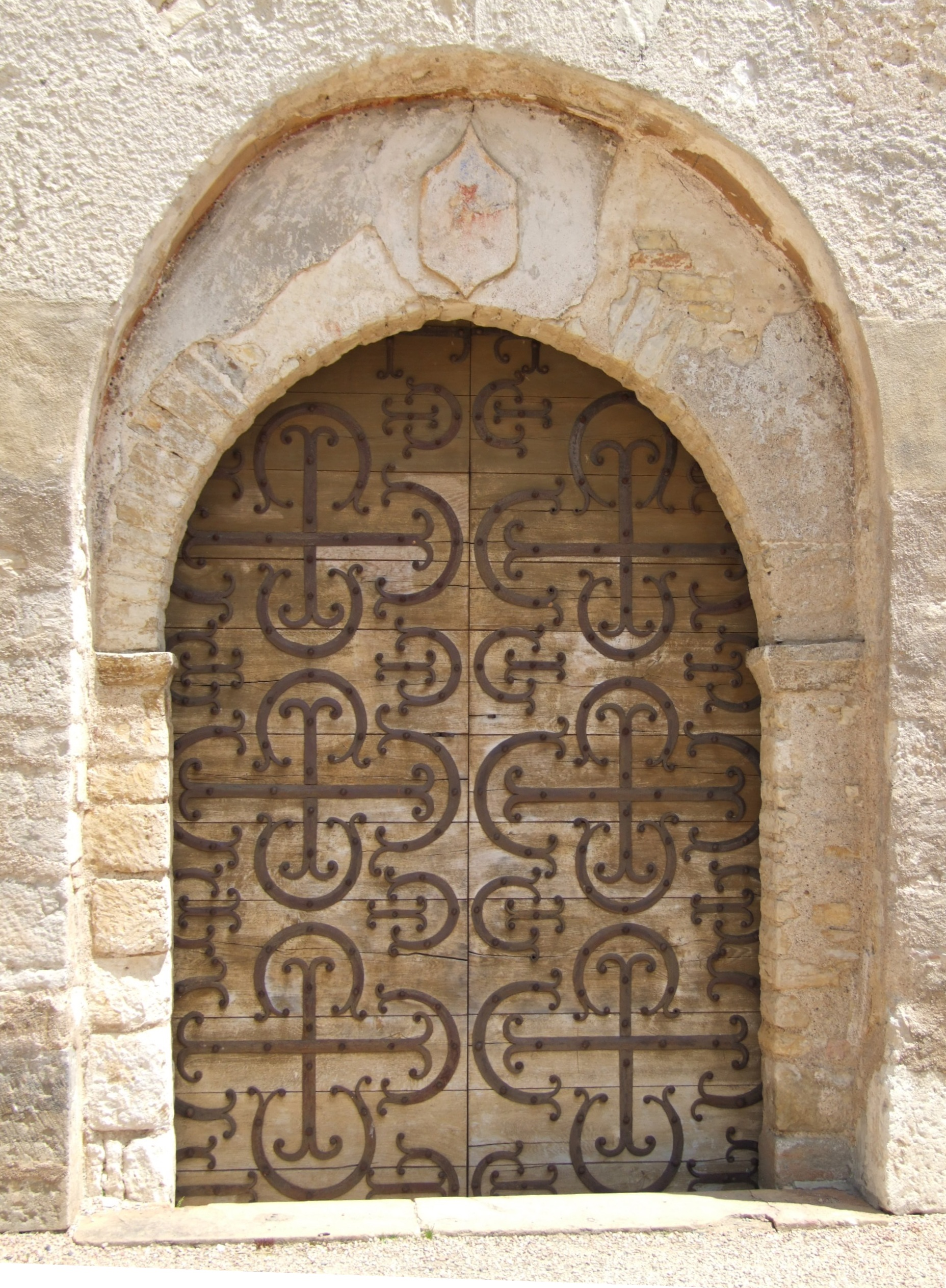
Ingang met rest van versieringen